# Extreme Aggression
Extreme Aggression è il quarto album in studio del gruppo musicale tedesco Kreator, pubblicato il 19 giugno 1989 dalla Noise Records (in Europa) e dalla Epic Records.

## Tracce
1. Extreme Aggressions – 4:44
2. No Reason to Exist – 4:37
3. Love Us or Hate Us – 3:42
4. Stream of Consciousness – 3:53
5. Some Pain Will Last – 5:39
6. Betrayer – 3:59
7. Don't Trust – 3:43
8. Bringer of Torture – 2:15
9. Fatal Energy – 4:57

## Formazione
- Mille Petrozza - voce, chitarra
- Jörg "Tritze" Trzebiatowski - chitarra
- Roberto "Rob" Fioretti  - basso
- Jürgen "Ventor" Reil - batteria